# Seconds Out
Seconds Out (engl. für: „Ring frei!“) ist ein Doppel-Livealbum der britischen Rockband Genesis. Es erschien 1977 und wurde mit einer Ausnahme bei Konzerten zwischen 11. und 14. Juni 1977 während der Tournee zu Wind & Wuthering in Paris aufgenommen; nur der Titel The Cinema Show stammt aus dem Jahr 1976, der Tournee zum Vorgängeralbum A Trick of the Tail.
Es ist das zweite Livealbum von Genesis und gleichzeitig die letzte Aufnahme mit Gitarrist Steve Hackett. Seconds Out markiert das Ende der Progressive-Rock-Phase von Genesis. In den folgenden Jahren konzentrierte man sich stärker auf kommerziell erfolgreiche Rockmusik.

## Titelliste

### CD 1
1. Squonk – 6:39
2. The Carpet Crawlers – 5:27
3. Robbery, Assault and Battery – 6:02
4. Afterglow – 4:29
5. Firth of Fifth – 8:56
6. I Know What I Like (In Your Wardrobe) – 8:45
7. The Lamb Lies Down on Broadway – 4:59
8. The Musical Box (Closing Section) – 3:18

### CD 2
1. Supper’s Ready – 24:33
2. The Cinema Show – 10:58 (Pavillon de Paris – 23. Juni 1976)
3. Dance on a Volcano – 4:24
4. Los Endos – 7:14

## Besetzung
- Tony Banks – Keyboards, Gitarre, Gesang
- Phil Collins – Schlagzeug, Gesang
- Steve Hackett – Gitarre
- Mike Rutherford – E-Bass, Gitarre, Gesang

Unterstützt wurde die Band von folgenden Gastmusikern:
- Chester Thompson – Schlagzeug
- Bill Bruford – Schlagzeug bei The Cinema Show

Die Album-Credits benennen etwas missverständlich, wer Schlagzeug auf welchem Titel spielt: "Robbery Assault & Battery – keyboard solo Phil" und "Cinema Show – Bill Bruford, Phil keyboard solo" – Phil Collins spielte also beim Keyboard-Solo von Robbery das zweite Schlagzeug (und nicht das Keyboard-Solo), und auch bei The Cinema Show spielte er mit Bill Bruford beim Keyboard-Solo den längeren Schlussteil im 7/8-Takt.
Zudem spielten Chester Thompson und Phil Collins Teile auf folgende Stücke Instrumentalteile gemeinsam: Afterglow, Firth of Fifth, I know what I like, The Musical Box, Supper's Ready und Los Endos (inklusiv des einleitenden Drum-Duetts).

## Kommerzieller Erfolg

### Chartplatzierungen
| ChartsChartplatzierungen       | Höchstplatzierung | Wochen |
| ------------------------------ | ----------------- | ------ |
| Deutschland (GfK)              | 17 (33 Wo.)       | 33     |
| Vereinigte Staaten (Billboard) | 47 (16 Wo.)       | 16     |
| Vereinigtes Königreich (OCC)   | 4 (17 Wo.)        | 17     |

### Auszeichnungen für Musikverkäufe
| Land/Region                  | Auszeichnungen für Musikverkäufe (Land/Region, Auszeichnung, Verkäufe) | Verkäufe |
| ---------------------------- | ---------------------------------------------------------------------- | -------- |
| Deutschland (BVMI)           | Gold                                                                   | 250.000  |
| Frankreich (SNEP)            | Gold                                                                   | 100.000  |
| Vereinigtes Königreich (BPI) | Gold                                                                   | 150.000  |
| Insgesamt                    | 3× Gold ·                                                              | 500.000  |

Hauptartikel: Genesis (Band)/Auszeichnungen für Musikverkäufe